# Rupert Brooke
Rupert Chawner Brooke (de vegades se cita "Chaucer" com el seu nom del mig; Rugby, 3 d'agost de 1887 - mar Egea, 23 d'abril de 1915) va ser un poeta anglès conegut pels seus sonets de guerra idealistes escrits durant la primera guerra mundial, especialment "The Soldier".

## Primers anys
Brooke va néixer al número 5 de Hillmorton Road de la ciutat de Rugby (Anglaterra), i era el segon dels tres fills de William Parker Brooke, un mestre d'escola de Rugby, i de Ruth Mary Brooke, de soltera Cotterill. Va ser educat en dues escoles independents de Rugby: l'escola Hillbrow i l'escola de Rugby. El 1905 va conèixer St. John Lucas, que a partir de llavors es va convertir en el seu mentor.
Va preparar la tesi mentre viatjava per Europa. L'estudi, sobre John Webster i el teatre elisabetià, li va valer una beca per al King's College de Cambridge. Allí, es va convertir en membre dels Apòstols de Cambridge, va ser elegit president de la Societat Fabiana de la Universitat de Cambridge, va ajudar a fundar l'agrupació teatral The Marlowe Society i va actuar en algunes obres de teatre, entre les quals la Cambridge Greek Play.

## Biografia i carrera

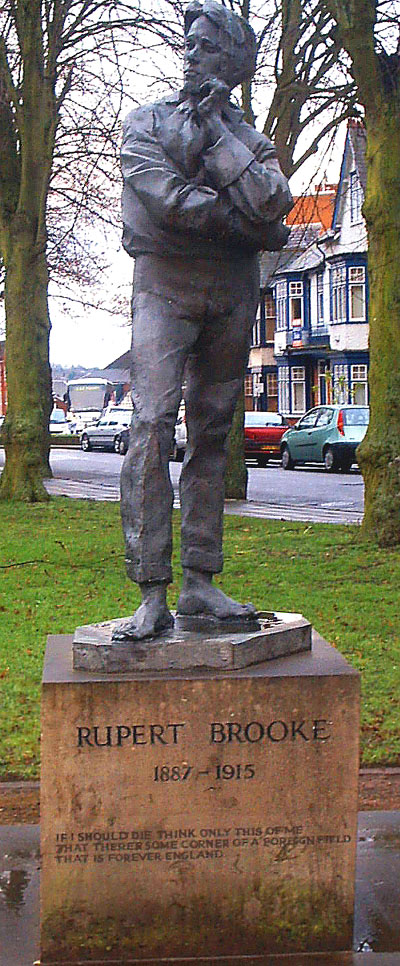
Una estàtua a Rupert Brooke a Rugby

Brooke va teixir amistat entre els escriptors del grup de Bloomsbury, alguns dels quals admiraven el seu talent mentre que altres es van impressionar per la seva bona aparença. Virginia Woolf va presumir a Vita Sackville-West de fer un cop natació nuus amb Brooke en una piscina sota la llum de la lluna quan estaven junts a Cambridge.
Brooke pertanyia a un altre grup literari conegut com els poetes georgians i va ser un membre destacat dels poetes de Dymock, associats amb el poble de Dymock (Gloucestershire), on va passar algun temps abans de la guerra. També va viure a l'Old Vicarage (Grantchester).
Brooke va patir una crisi emocional severa el 1912, causada per la confusió sexual (era bisexual) i la gelosia, cosa que va resultar en la ruptura de la seva llarga relació amb Ka Cox (Katherine Laird Cox). La paranoia segons la qual Lytton Strachey havia tramat destruir la seva relació amb CCoxox animant-la a veure a Henry Lamb va precipitar la seva ruptura amb el grup de Bloomsbury. Aquests fets van contribuir en part a la seva crisi nerviosa i als posteriors viatges de rehabilitació a Alemanya.
Com a part de la seva recuperació, Brooke va viatjar pels Estats Units i el Canadà per escriure diaris de viatge pel diari The Westminster Gazette. Va tornar a Anglaterra navegant a través del Pacífic i romandre alguns mesos a la Polinèsia. Molt més tard, es va revelar que podria haver engendrat una filla amb una dona tahitiana anomenada Taatamata, amb qui hauria mantingut una completa relació emocional. Moltes més persones es van enamorar d'ell. Brooke va mantenir una relació sentimental amb l'actriu Cathleen Nesbitt i es va relacionar amb Noël Olivier, qui va conèixer quan tenia 15 anys a l'escola progressista Bedales.
Brooke va ser una inspiració per al poeta John Gillespie Magee, Jr., autor del poema "High Flight". Magee idolatrar Brooke i va escriure un poema sobre ell ("Sonnet to Rupert Brooke"). Magee també va guanyar el mateix premi de poesia de l'escola de Rugby que Brooke havia guanyat 34 anys abans.
Com a poeta de guerra, Brooke es va donar a conèixer el 1915 quan The Times Literary Supplement va reproduir dos dels seus cinc sonets ("IV: The Dead" i "V: The Soldier") l'11 de març i quan el 4 d'abril el seu sonet "V: The Soldier" va ser llegit des del púlpit de la catedral de Saint Paul, coincidint amb el diumenge de Pasqua. El poemari més conegut de Brooke, que conté els cinc sonets, 1914 & Other Poems, es va publicar per primer cop el maig de 1915. Es van imprimir fins a onze edicions més aquell any i el juny de 1918 havia arribat la seva 24a impressió; sens dubte, un procés impulsat per l'interès pòstum.

## Mort

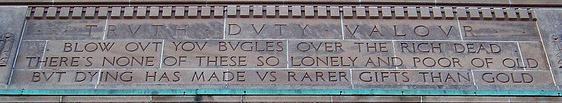
Detall de l'arc commemoratiu de John M. Lyle al Reial Col·legi Militar del Canadà

La poesia de Brooke va guanyar molts entusiastes i seguidors, i va ser elogiada pel traductor Edward Marsh, que la va ensenyar de Winston Churchill, llavors Primer Lord de l'Almirallat. Brooke va ser comissionat a la reserva voluntària naval real com sotstinent temporal, poc després de complir 27 anys, i va participar en l'expedició d'Anvers la Divisió de la Marina Reial l'octubre de 1914. Es va embarcar amb el Cos Expedicionari del Mediterrani britànic el 28 de febrer 1915, però va desenvolupar sèpsia per la picada d'un mosquit infectat. Va morir a les 4:46 de la tarda del 23 d'abril de 1915 al vaixell hospital francès Duguay-Trouin, amarrat en una badia de l'illa grega de Skiros a la mar Egea, mentre estava de camí cap a l'amarratge a Gal·lípoli. Com que la força expedicionària tenia l'ordre de sortir immediatament, Brooke va ser enterrat a les 11 de la nit, en un oliverar en Skiros. El lloc va ser escollit pel seu amic proper, William Denis Browne, que va escriure:
| « | (anglès) I sat with Rupert. At 4 o’clock he became weaker, and at 4.46 he died, with the sun shining all round his cabin, and the cool sea-breeze blowing through the door and the shaded windows. No one could have wished for a quieter or a calmer end than in that lovely bay, shielded by the mountains and fragrant with sage and thyme. | (català) Em vaig asseure amb Rupert. A les 4 era més feble, i al 4:46 va morir, amb el sol brillant a tota la seva cabina, i la brisa marina que bufava a través de la porta i les finestres ombrejades. Ningú podria haver desitjat un final més tranquil·l o calmat que a la bonica badia, protegida per les muntanyes i perfumada amb sàlvia i farigola. | » |

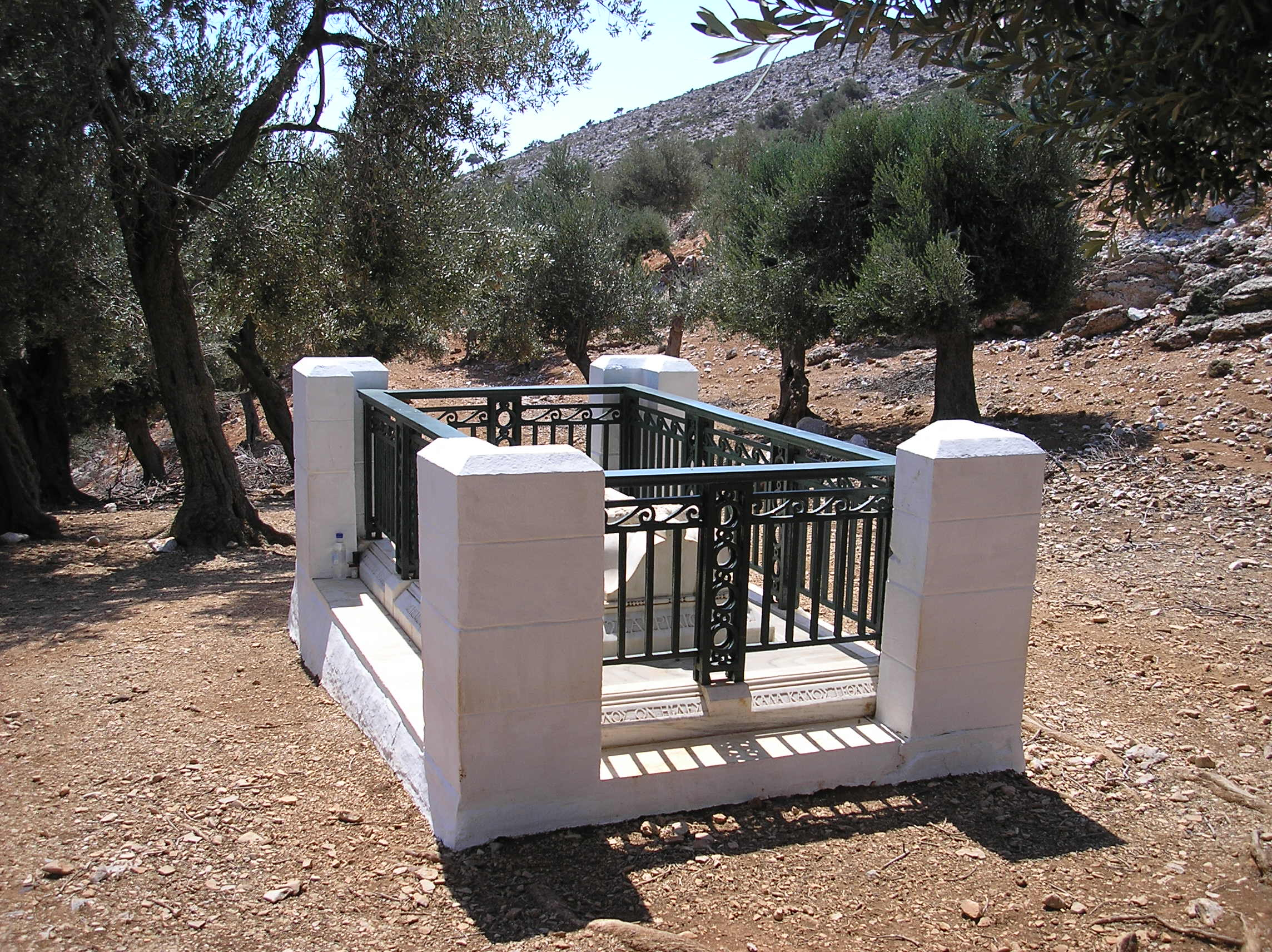
Tomba de Rupert Brooke a l'illa grega de Skiros

La seva tomba roman a Skiros. Un altre amic, i poeta de guerra, Patrick Shaw-Stewart, també va tenir un paper destacat en l'enterrament de Brooke. L'11 de novembre de 1985, Brooke va ser un dels setze poetes de la primera guerra mundial commemorats en un monument erigit al Poets' Corner de l'Abadia de Westminster. La inscripció en la pedra va ser escrita per un poeta company de guerra, Wilfred Owen. Es llegeix: "El meu tema és la Guerra, i la pena de Guerra. La Poesia està en la pena".
La creu de fusta original que va marcar la seva tomba a Skiros, que va ser pintada i esculpida amb el seu nom, es va treslladar al cementiri de Clifton Road, a Rugby, al costat de la seva família. Quan es va aixecar un monument permanent per a la seva tomba a Skiros, la mare de Brooke, Mary Ruth Brooke, tenia la creu original i la va col·locar a l'illa grega. No obstant això, a causa de l'erosió a l'aire lliure, es va retirar del cementiri el 2008, i es va substituir per un senyal més permanent. El senyal de la làpida original a Skiros es conserva a l'escola de Rugby amb els records d'altres prohoms de la ciutat.
El germà de Brooke, el segon tinent William Alfred Cotterill Brooke, va ser membre del vuitè batalló del regiment de Londres (Post Office Rifles) i va morir en acció a prop de la granja Le Rutoire el 14 de juny de 1915 amb 24 anys, en el marc de la batalla de Loos. Està enterrat al cementiri militar Fosse 7 (Quality Street) de Mazingarbe. S'acabava d'unir al batalló el 25 de maig.

## En la cultura popular
- The Rupert Brooke Society[23]
- La primera novel·la de Francis Scott Fitzgerald, This Side of Paradise (1920), obre amb la cita "Well this side of Paradise!… There's little comfort in the wise. — Rupert Brooke".[24] També es fa referència a Rupert Brooke a altres parts del llibre.
- La novel·la The Stranger's Child (2011) del novel·lista britànic Alan Hollinghurst descriu un poeta de guerra fictici, Cecil Valance, que comparteix característiques de Brooke, tot i que no és tan talentós.[25]
- Frederick Kelly va escriure la seva "Elegy, In Memoriam Rupert Brooke for harp and strings" després d'assistir a la mort i l'enterrament de Brooke. També va conservar quaderns de Brooke amb importants poemes dels seus últims anys, i després els va tornar a Anglaterra.[26]

## Traduccions al català
- Poemes. Traducció de Marià Manent. Pròleg de Carles Riba. Adesiara editorial, Martorell, 2011.